# Adrián Rodríguez
Adrián Rodríguez Moya (Cornellà de Llobregat, 28 novembre 1988) è un attore e cantante spagnolo.
È noto maggiormente per il ruolo di David nei telefilm Fisica o chimica e di Los Serrano e per essere un ex-membro del gruppo Santa Justa Klan.

## Carriera
L'attore catalano ha debuttato nel 2005 con Los Serrano, e durante le riprese fondò il gruppo Santa Justa Klan con le sue co-stars Víctor Elías, Natalia Sánchez e Andrés de la Cruz. I Santa Justa Klan hanno pubblicato due album certificati con il disco di platino, SJK nel 2005 e DPM nel 2006. Nel 2007 fece una piccola apparizione nel film El vuelo del guirre. Nel 2008 cominciò a lavorare sul suo album solista, pubblicando i singoli "Si empieza a llover", "La distancia", "Vidas diferentes" e "Ready".
Nel 2009 Rodriguez si integrò al cast del telefilm spagnolo Fisica o chimica interpretando David Ferrán, un amico di Julio che si trasferisce allo Zurbarán, dove scopre di essere omosessuale e si innamora di Fer Redondo (Javier Calvo).

## Filmografia
| Anno | Titolo                   | Personaggio |
| ---- | ------------------------ | ----------- |
| 2007 | El vuelo del guirre      | Zeben       |
| 2011 | FoQ: Lo que hemos vivido | David       |

## Serie televisive
| Anno        | Serie                  | Personaggio                 | Canale    |
| ----------- | ---------------------- | --------------------------- | --------- |
| 2005 - 2008 | Los Serranos           | David "DVD" Borna           | Telecinco |
| 2009        | U.C.O                  | Montejas                    | TVE       |
| 2009 - 2011 | Fisica o chimica       | David Ferrán Quintanilla    | Antena 3  |
| 2014 - 2016 | El chiringuito de Pepe | Daniel "Dani" Valiente Leal | Telecinco |

## Discografia

### Santa Justa Klan
Vedi Santa Justa Klan.

### Solo
| Anno | Singolo               | Album                | Featuring          | 'Notes         |
| 1999 | "Salomé"              | Menudas Estrellas    | Chayanne           |                |
| 2008 | "Si empieza a llover" | Upcoming debut album |                    | as Nigga Heart |
| 2008 | "La distancia"        | Upcoming debut album | Jonseslife         |                |
| 2009 | "Vidas diferentes"    | Upcoming debut album | Jonseslife and KBZ |                |
| 2009 | "Ready"               | Upcoming debut album | Josepo             |                |

Il singolo di Rodrìguez che finora ha ottenuto più successo è però "Fruit Of Paradise".

#### Altre canzoni
1. Si me miras
2. Buscándote (feat. Crisis & Torrico)
3. Si empieza a llover remix (feat. Rus13)
4. Cuando lloras (Fisica o chimica)
5. Fruit of Paradise
6. Fin del Mundo